# Jim Rigsby
James Rigsby (6 de junho de 1923 – 31 de agosto de 1952) foi um automobilista norte-americano que esteve em duas (uma) 500 Milhas de Indianápolis, prova que fazia parte do calendário da Fórmula 1 de 1950 até 1960: 1950 (não se qualificou) e 1952.